# Patinação de velocidade nos Jogos Olímpicos de Inverno de 1924 - 500 m masculino
A prova de 500 metros da patinação de velocidade nos Jogos Olímpicos de Inverno de 1924 foi a primeira dos Jogos, no dia 26 de janeiro. Foi disputada por 27 patinadores de dez países.

## Medalhistas
| Ouro   | USA Charles Jewtraw                |
| Prata  | NOR Oskar Olsen                    |
| Bronze | NOR Roald Larsen FIN Clas Thunberg |

## Resultados
| Pos. | Atleta                     | Tempo |
| ---- | -------------------------- | ----- |
|      | USA Charles Jewtraw        | 44.0  |
|      | NOR Oskar Olsen            | 44.2  |
|      | NOR Roald Larsen           | 44.8  |
|      | FIN Clas Thunberg          | 44.8  |
| 5    | FIN Asser Wallenius        | 45.0  |
| 6    | SWE Axel Blomqvist         | 45.2  |
| 7    | CAN Charles Gorman         | 45.4  |
| 8    | USA Joe Moore              | 45.6  |
| 8    | NOR Harald Strøm           | 45.6  |
| 10   | FIN Julius Skutnabb        | 46.4  |
| 11   | SWE Eric Blomgren          | 46.6  |
| 12   | USA Harry Kaskey           | 47.0  |
| 13   | NOR Sigurd Moen            | 47.2  |
| 14   | USA Bill Steinmetz         | 47.8  |
| 15   | FRA Léonhard Quaglia       | 48.4  |
| 16   | LAT Alberts Rumba          | 48.8  |
| 17   | POL Leon Jucewicz          | 49.6  |
| 18   | FRA Albert Hassler         | 50.6  |
| 19   | BEL Louis De Ridder        | 52.8  |
| 20   | FRA André Gegout           | 53.2  |
| 21   | FRA George de Wilde        | 54.8  |
| 22   | BEL Gaston Van Hazebroeck  | 55.8  |
| 23   | GBR Frederick Dix          | 56.4  |
| 23   | BEL Philippe Van Volckxsom | 56.4  |
| 25   | GBR Bernard Sutton         | 60.8  |
| 26   | BEL Marcel Moens           | 62.2  |
| 27   | GBR Cyril Horn             | 64.4  |